# اسپرینگ سیتی (میزوری)
اسپرینگ سیتی (به انگلیسی: Spring City) یک روستا در ایالات متحده آمریکا است که در شهرستان نیوتون، میزوری واقع شده‌است. اسپرینگ سیتی ٫۹۳۵ کیلومتر مربع مساحت و ۲۸۶ نفر جمعیت دارد.